# The Tone Rebellion
 (janvier 2015).
Si vous disposez d'ouvrages ou d'articles de référence ou si vous connaissez des sites web de qualité traitant du thème abordé ici, merci de compléter l'article en donnant les références utiles à sa vérifiabilité et en les liant à la section « Notes et références ».
The Tone Rebellion est un jeu vidéo de stratégie en temps réel développé par The Logic Factory et édité par Virgin Interactive. Le jeu est sorti sur PC en 1997.
Le joueur incarne une des quatre factions se rebellant pour détruire le Leviathan, entité corrompue attaquant avec une armée hétéroclite de monstres, en rassemblant les anciens glyphes au centre de l'univers.

## Trame

### Histoire
L'univers du Tone prend la forme d'une immense île, flottant dans un espace, à égale distance et influence des quatre royaumes. Cette île est irriguée d'un liquide appelé Tone qui donna naissance à toutes les formes de vie dont les flotteurs, créatures flottantes ressemblant à des céphalopodes et dénué de toute corruption.

#### Le Grand Chaos
Les Flotteurs ont vécu en civilisation selon les cycles du flux de Tone durant une longue période. Puis de nouveaux flotteurs vinrent à la vie : les Nouveaux Venus. D'abord en minorité, ils devinrent aussi nombreux que les premiers. Bien qu'ayant une puissance égale, les Nouveaux Venus se distinguent par leur connaissance des forces cosmiques. Cette cohabitation paisible marqua un âge d'or de la civilisation des Flotteurs, les Nouveaux Venus mettant en application leur connaissance pour construire des bâtiments, des machines et divers engins aux pouvoirs mystérieux. L'île se couvrit de temples, de sanctuaires et de monuments.
Pourtant, des différences mineures existaient entre les deux groupes. Le temps passant, deux cultures disjointes se formèrent, rendant difficile la cohabitation et mena au conflit. Les Flotteurs et Nouveaux Venus se firent la guerre à travers l'île, passant de simples escarmouches à un conflit global : le Grand Chaos. La guerre se solda par une défaite des Flotteurs. Une grande part mourut, absorbée par le Tone, le reste fuit. Ces derniers survivants se sont réunis pour invoquer les forces de leur monde et emprisonner leurs adversaires dans les quatre royaumes : les Nouveaux Venus étaient bannis du monde des Flotteurs.

#### Chaos et Désunion
À la suite de ce conflit, les Flotteurs reconstruisirent leur civilisation, mais un nouveau malheur s'abat sur le monde : le Léviathan. Cette forme de vie, née du Tone, est à l'opposé de la pureté des Flotteurs et répand rapidement sa corruption au point de fissuré l'île et de la scinder en en ilot orbitant autour de Friid, repaire du Léviathan. 

#### Le Grand Sommeil
Les quelques survivants entrèrent en sommeil sur quatre îlots périphériques durant des millénaires. Maintenant soumis à une forte influence des différents royaumes, altérant les flotteurs. À la suite de leur réveil, les quatre groupes formèrent des tribus ayant une apparence et une culture différente. Mais le "Léviathan" continue de contaminer ces derniers îlots sains. Ces quatre dernières tribus n'ont plus qu'une seule solution pour survivre : elles doivent rassembler d'anciens artefacts pour les amenés dans les sites mystiques afin de dévoiler les glyphes éparpillés sur les îlots afin de détruire définitivement le Léviathan et réunifier l'île. 

### Univers
L'univers du Tone est constitué d'une île, irriguée de Tone et entourée des quatre royaumes. À la suite de différents événements, l'île se retrouve scindée en un archipel d'îlots.

#### Tone
Le flux de Tone est l'énergie vitale de l'univers, il donne vie aux créatures et énergie aux bâtiments. Il jaillit depuis les bassins de Tone qui peuvent être régénérées et exploité soit par les Flotteurs, soit par le Léviathan. Une fois régénéré, le flux de Tone génère également des nodules plus ou moins important permettant la construction de bâtiments plus ou moins complexe.
De ce flux de Tone, des bâtiments spécialisés peuvent extraire et matérialiser différents types de Tone:
- Tone structurel : billes de tone solidifié. Il permet la construction de structure. Une fois rassemblé en quantité suffisante et grâce à la volonté collective, il prend la forme de bâtiments. Il permet également leur téléportation.
- Tone cristallin : forme la plus dense de Tone. Il permet la formation, l'alimentation et la guérison de combattants. Il est également utilisé avec le Tone magique pour lancer des sorts.
- Tone magique : orbes de Tone raffiné. Il est utilisé pour le lancement de sorts et pour la téléportation de bâtiments.

#### Royaumes
Les quatre royaumes correspondent à des états de conscience des créatures de l'univers. Si toute chose existe dans les quatre royaumes de manière simultanée, les consciences des créatures ont plus ou moins d'affinité avec un royaume particulier, si bien qu'a terme elles finissent par passer leur vie dedans. Les royaumes sont les suivants :
- Physique : correspond au concret, au palpable et au visible. Les êtres physiques donnent une forte importance à leur enveloppe matérielle.
- Surnaturel : correspond à la magie, l'alchimie et le savoir. Les êtres surnaturels croient aux forces de l'univers allant au-delà de leur savoir tout en étant explicable.
- Éthéré : correspond à l'esprit, aux songes et à l'impalpable. Les êtres éthérés peuvent percevoir les forces psychiques émanant des choses vivantes et ont une conception diffuse du temps permettant de voir des événements du passé, du présent et du futur.
- Naturel : correspond à la vie et à l'instinct. Les êtres naturels ressentent le vivant sous la forme de signaux et impulsions complexes et organisés.

Les royaumes ont chacun un dominant et un dominé : le Naturel domine le Physique, qui domine le Surnaturel, qui domine l'Éthéré, qui domine le Naturel. De plus, selon l'orbite et la rotation des îlots dans l'univers, la puissance de l'influence des royaumes varie régulièrement

#### Îlots
Les îlots sont le résultat de la Désunion à la suite de l'apparition du Léviathan. Chacun possède un monument mystique qui une fois complété par ses artefacts dévoile un glyphe permettant de vaincre la menace. Les différents îlots sont reliés entre eux par des ponts.

### Tribus
Les Flotteurs ayant survécu se sont retrouvés isolés et mis en sommeil durant des millénaires. Sous l'influence des royaumes, ils ont muté pour devenir des tribus à part entières.
- Tarks - Les protecteurs. À la suite de la Désunion, les flotteurs ayant survécu sur l'île de Tarzus furent soumis à l'influence du royaume Physique durant le Grand Sommeil. Réveillés, les Tarks virèrent uniquement dans le monde physique, même si certains gardaient la connaissance du royaume Surnaturel. Les premiers Tarks fondèrent également la Confrérie du Tentacule perpétuant la connaissance du Léviathan. Mais le temps passant, les Tarks rejetèrent ce savoir et la confrérie disparue. La redécouverte du Livre de l'Initié leur permit de faire renaitre ces anciens savoirs. Les Tarks, êtres physiques sont capable de combattre un pouvoir surnaturel, mais restent hermétiques au royaume naturel.
- Dyla - Les Porteurs de vie. Lors de l'invasion du Léviathan, certains Flotteurs se sont enfuis dans la forêt de Pangir et y ont hiberné devenant les Dyla sous l'influence du royaume naturel. La tradition veut qu'un élu quitte le royaume naturel et se métamorphose en sorcier invocateur afin de défendre la tribu au sein des spectres éthérés de l'orée de la forêt. Ce groupe légendaire et isolé perpétue les connaissances contre le Léviathan.
- Céphéans - Les Mystiques. Ces flotteurs furent engloutis par la mer Céphéenne, se métamorphosèrent durant leurs millénaires de transe sous l'influence du royaume Éthéré. Dans certains cas, un céphéen peut quitter sa rêverie éthérée pour s'intéresser au royaume naturel. Nommées Fées du réquiem, elles deviennent des guerrières du royaume naturel.
- Zygons - Les Chercheurs. Ce groupe de Flotteur ont survécu en explorant les Grottes de cristal. Le pouvoir de ces grottes et le royaume surnaturel les a métamorphosés. Certains conservent cette volonté de recherche, si bien qu'ils transcendent l'éthéré pour attendre le surnaturel et rejoignent ainsi le Clan de Sol. Ces alchimistes tentent de percer les mystères du Léviathan et conservent précieusement tout objet permettant de le combattre.